# Álvaro Mejía
Álvaro Mejía, född 15 maj 1940, död 12 januari 2021 i Bogotá, var en friidrottare från Colombia. Han deltog vid olympiska sommarspelen 1964, 1968 och 1972.